# Centro di vita associativa
Il centro di vita associativa (CVA) è un edificio ad uso civile impiegato per ospitare eventi sportivi al coperto e uffici o aule delle amministrazioni locali decentrate.
Apparentemente conosciuti con questo nome solo nei comuni della regione Umbria, i CVA vengono normalmente utilizzati come palestre e campi di gioco al coperto per basket, pallavolo o calcetto. Il locale principale è spesso utilizzato anche per ospitare mostre, convegni, dibattiti pubblici, ma anche per sagre, compleanni e qualsiasi festa organizzata dalla Pro Loco.
Ai locali adibiti allo sport si accompagnano normalmente dei locali di dimensioni minori, che spesso sono utilizzati per ospitare gli uffici decentrati delle amministrazioni comunali.
L'architettura tipica dei CVA è facilmente riconoscibile a prima vista: edifici squadrati, rivestiti con lastre cementizie bianche e ampie vetrate verticali. In genere, i CVA vengono costruiti nella frazioni principali e nelle sedi circoscrizionali dei comuni.